# Гаудсмит, Сэмюэл Абрахам
Сэмюэл Абрахам Гаудсмит (англ. Samuel Abraham Goudsmit; 11 июля 1902, Гаага — 4 декабря 1978, Рино, Невада) — американский физик-теоретик голландского происхождения. Член Национальной академии наук США (1947). Научные работы посвящены квантовой механике, атомной и ядерной физике, вопросам спектроскопии. Наибольшую известность приобрёл благодаря открытию спи́на электрона, совершённому совместно с Джорджем Уленбеком. На протяжении многих лет являлся редактором журналов Американского физического общества.

## Биография

### Образование и начало научной карьеры
Сэмюэл Гаудсмит родился в Гааге в семье еврейских бизнесменов: его отец Исаак торговал оборудованием для ванных комнат, а мать Марианна Гомперс владела модным магазином дамских шляп. Сэмюэл увлёкся физикой в одиннадцатилетнем возрасте, когда вычитал где-то, что при помощи спектроскопических методов можно определять состав Солнца и других звезд. После окончания школы в 1919 году он поступил в Лейденский университет, где его руководителем вскоре стал Пауль Эренфест. В начале 1920 года Гаудсмит сопровождал своего отца в деловой поездке в Ройтлинген и по рекомендации Эренфеста посетил соседний Тюбинген, где встретился с Фридрихом Пашеном, который заинтересовал молодого человека нерешёнными проблемами спектроскопии. Летом 1921 года Гаудсмит вновь приехал к Пашену, который познакомил его с техническими подробностями спектроскопических исследований.

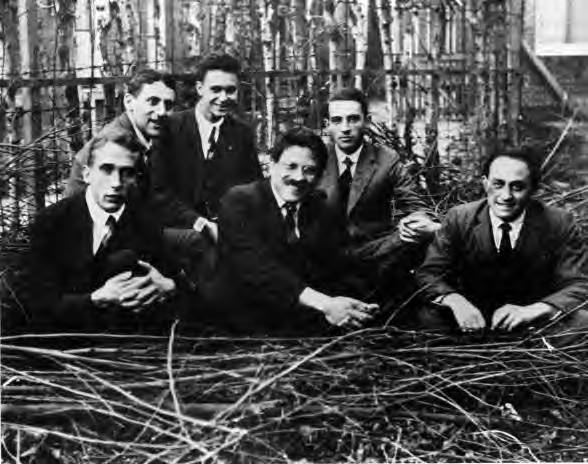
Лейден, 1924 год. Пауль Эренфест и его ученики. Второй слева — Сэмюэл Гаудсмит

Уже в 1921 году, в 19-летнем возрасте, Гаудсмит опубликовал в престижном журнале Die Naturwissenschaften свою первую работу, посвященную попытке релятивистского объяснения дублетов щелочных металлов. В последующие несколько лет он продолжал заниматься особенностями сложных спектров и эффекта Зеемана, опубликовав ряд статей, в том числе в соавторстве с Дирком Костером и Ральфом Кронигом. Между тем Эренфест, по словам Гаудсмита, посчитал, что из него «не выйдет настоящего теоретика», и устроил его в лабораторию Питера Зеемана в Амстердаме. Здесь Гаудсмит работал половину недели, а вторую половину проводил в Лейдене.
Летом 1925 года из Рима вернулся Джордж Уленбек, работавший там несколько лет учителем сына голландского посла. Эренфест предложил им поработать вместе. Совместная работа много дала обоим молодым учёным: Уленбек узнал о проблемах квантовой теории спектров, а Гаудсмит смог взглянуть на них с точки зрения более общих физических соображений. Как вспоминал впоследствии сам Гаудсмит,

Непредубежденность и свежесть восприятия Уленбека, когда он занялся атомными проблемами, множество его скептических замечаний и умных вопросов привели нас к ряду новых существенных результатов… <> …как физики мы с Уленбеком мало походили друг на друга. Это лучше всего объяснить на следующем упрощенном примере. Когда я ему рассказал о {\displaystyle g}-факторах Ланде, то он спросил, к моему большому удивлению: «Кто такой Ланде?» Когда же он упомянул четыре степени свободы электрона, то я спросил его: «А что такое степень свободы?»

Итогом этого сотрудничества стало открытие Уленбеком и Гаудсмитом спина электрона.

### Открытие спина электрона

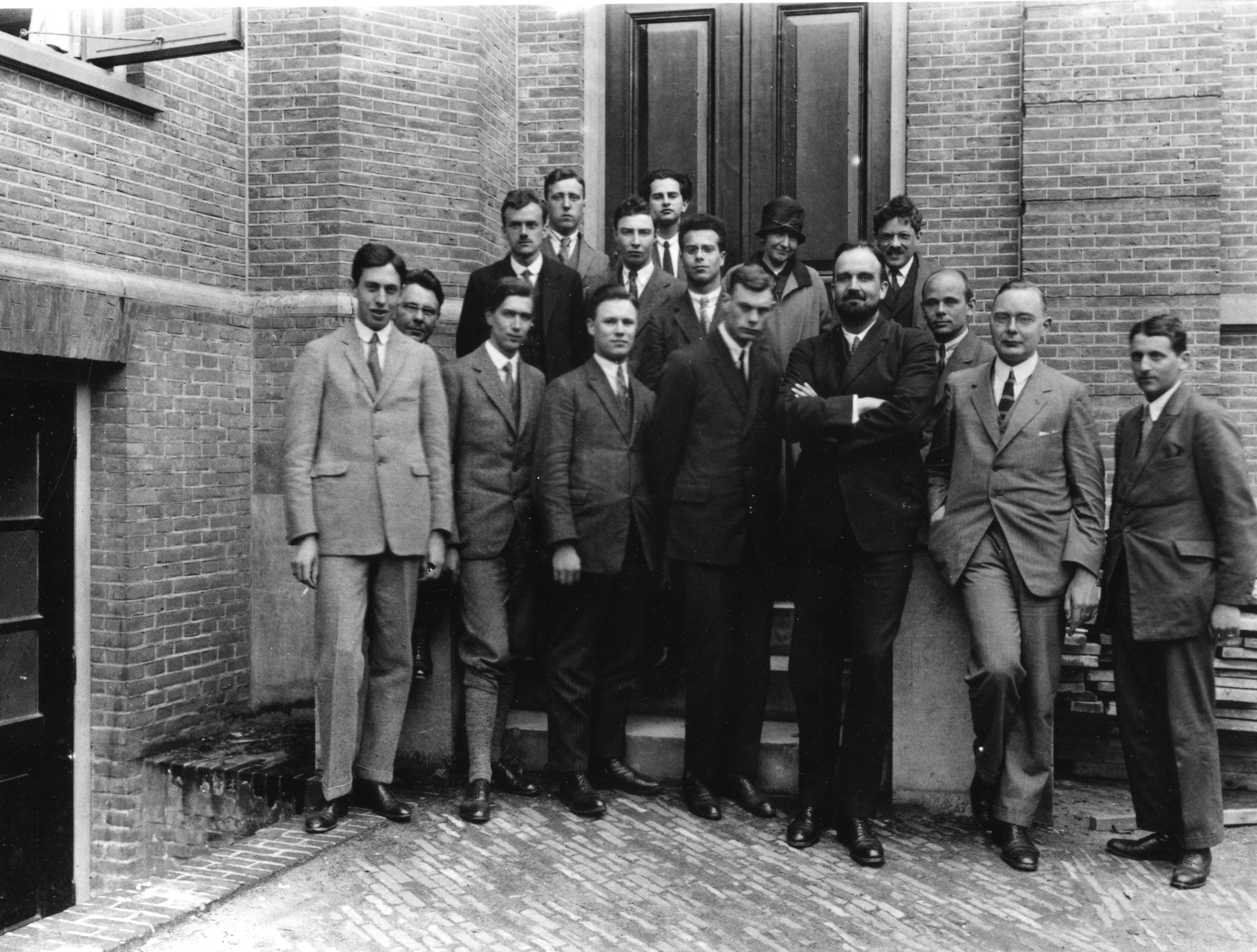
Лейден, 1926 год. Сотрудники Хейке Камерлинг-Оннеса и Пауля Эренфеста. Крайний справа — Сэмюэл Гаудсмит

В октябре 1925 года Гаудсмит совместно с Джорджем Уленбеком ввел в физику концепцию спина: на основе анализа спектроскопических данных они предложили рассматривать электрон как «вращающийся волчок», обладающий собственным механическим моментом, равным {\displaystyle \hbar /2}, и собственным магнитным моментом, равным магнетону Бора. Схожие идеи приходили в голову многим физикам, однако не были сформулированы с достаточной отчетливостью. Так, ещё в 1921 году Артур Комптон, пытаясь объяснить магнитные свойства вещества, высказал мысль об электроне, вращающемся «подобно миниатюрному гироскопу». Позже Вольфганг Паули в знаменитой работе, посвященной принципу запрета, был вынужден приписать электрону «двузначность, не описываемую классически». В начале 1925 года Ральф Крониг предположил, что эту двузначность можно объяснить вращением электрона вокруг оси, однако вскоре он столкнулся с серьёзными трудностями (согласно расчетам, скорость на поверхности электрона должна превышать скорость света). Кроме того, эта гипотеза встретила негативную реакцию со стороны Паули, Хендрика Крамерса и Вернера Гейзенберга, и Крониг решил не публиковать её.
По-видимому, эта двузначность (четвертая степень свободы, или квантовое число, электрона) была также исходным пунктом работы Уленбека и Гаудсмита, и они также решили связать её с вращением электрона вокруг своей оси. Они изучили старые работы Макса Абрагама, посвященные вращению заряженной сферы, но вскоре столкнулись с теми же трудностями, что и Крониг. Тем не менее, они сообщили о своей гипотезе Эренфесту, которому она понравилась. Он предложил своим ученикам написать небольшую заметку для журнала Die Naturwissenschaften и показать её Хендрику Лоренцу. Лоренц произвел ряд вычислений электромагнитных свойств вращающегося электрона и продемонстрировал нелепость выводов, к которым приводит эта гипотеза. Уленбек и Гаудсмит посчитали за лучшее не публиковать свою статью, однако было поздно: Эренфест уже отослал её в печать. По этому поводу он заметил:

Вы оба достаточно молоды, чтобы позволить себе сделать одну глупость!
Оригинальный текст (нем.)Sie sind beide jung genug um sich eine Dummheit leisten zu konnen!

Появление статьи Уленбека и Гаудсмита породило бурное обсуждение гипотезы спина в научных кругах. Помимо отмеченных затруднений, к которым приводило представление о вращении электрона, оставалась нерешенной проблема лишнего множителя 2, появлявшегося в выражении для сверхтонкой структуры водородного спектра. Поэтому поначалу отношение к спину было весьма скептическим. Решающей оказалась позиция Нильса Бора, который с воодушевлением воспринял появление этой гипотезы, открывавшей новые возможности для описания атома. Бор предложил Уленбеку и Гаудсмиту ещё раз изложить свои доводы в статье для журнала Nature и сопроводил её своими замечаниями. Окончательно правильность идеи о спине стала ясна весной 1926 года, когда расчеты спин-орбитального взаимодействия, проведенные Ллевеллином Томасом и Яковом Френкелем с учётом релятивистских эффектов (так называемая томасовская прецессия), позволили объяснить тонкую структуру спектров (в том числе избавиться от лишнего множителя) и аномальный эффект Зеемана.
Идея спина буквально витала в воздухе: помимо уже упомянутых учёных, схожие мысли высказывали Гарольд Юри (для электрона), Шатьендранат Бозе (для фотона) и тот же Паули (для атомного ядра). По этой причине однозначно определить приоритет в вопросе открытия спина не представляется возможным. Видимо, это и стало основной причиной того, что открытие спина так и не было удостоено Нобелевской премии.
К 1927 году, когда пришло время писать докторскую диссертацию, Гаудсмит уже был признанным специалистом в области атомной спектроскопии. В 1926 году он получил Рокфеллеровскую стипендию и провел несколько месяцев в Институте Нильса Бора в Копенгагене, а также в очередной раз посетил Тюбинген, где вместе с Эрнстом Баком изучал расщепление спектральных линий в сильных магнитных полях (эффект Пашена — Бака). Защита диссертации состоялась в Лейдене 7 июля 1927 года (в тот же день защитился и Уленбек).
К этому времени Уленбек и Гаудсмит уже приняли предложение занять место Оскара Клейна в Мичиганском университете в Анн-Арборе. Ещё весной Эренфест уговорил мистера Уолтера Колби, занимавшегося поиском подходящих кандидатур в Европе, взять на это место сразу двух человек, «чтобы им было с кем поговорить». В конце августа вместе с женами они отплыли из Европы. В Нью-Йоркском порту их встретил Оппенгеймер и после нескольких дней у него в гостях в начале сентября они прибыли поездом в Анн-Арбор. Гаудсмит был женат на Jaantje Logher, от которой имел дочь Эстер, ставшую биологом. Спустя много лет, в 1960 году, они развелись. Второй женой Гаудсмита была Irene Bejach.

### Мичиганский университет

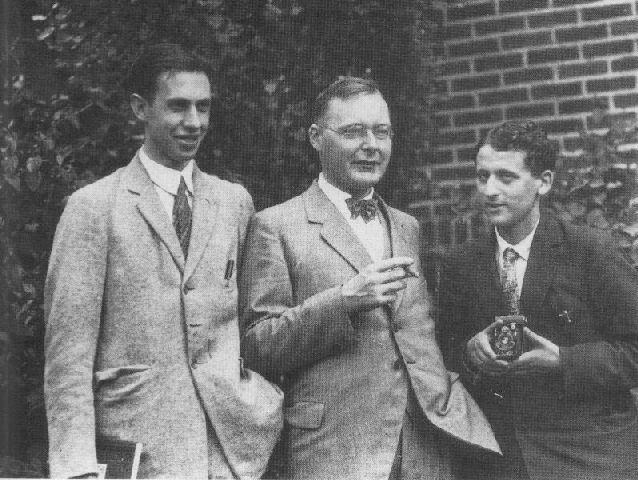
Анн-Арбор, около 1928 года. Слева направо: Джордж Уленбек, Хендрик Крамерс и Сэмюэл Гаудсмит

Несмотря на провинциальный статус Мичиганского университета, к этому времени здесь сформировалась небольшая компания талантливых молодых теоретиков: помимо вновь прибывших Уленбека и Гаудсмита здесь работали Отто Лапорте, ученик Арнольда Зоммерфельда, и Дэвид Деннисон, ученик Клейна. Вскоре самым важным событием в жизни университета стали ежегодные летние школы: благодаря связям Уленбека и Гаудсмита в Мичиган с лекциями приезжали многие ведущие физики (Эренфест, Крамерс, Ферми, Паули, Зоммерфельд, Дирак и др.)
В Анн-Арборе Гаудсмит продолжал заниматься спектроскопической тематикой, опубликовав ряд работ по сверхтонкой структуре спектров. Вместе со своим аспирантом Робертом Бэчером он разработал методику расчета уровней энергии неизвестных состояний атома на основе линейных соотношений между известными уровнями атомов и ионов. В 1933 году они опубликовали монографию, в которой сделали первую попытку обобщения информации об уровнях энергии атомов, полученной из спектроскопических исследований. За три года до этого вышла книга по теории линейчатых спектров, в основу которой была положена докторская диссертация Гаудсмита. Книга была написана в соавторстве с Лайнусом Полингом, с которым Гаудсмит познакомился во время одного из своих визитов в Копенгаген.
Гаудсмит одним из первых осознал, что спектроскопические данные могут быть использованы для определения спинов и магнитных моментов ядер и в 1933 году провел расчет этих величин для различных элементов периодической таблицы. С середины 1930-х годов он принимал участие в ряде теоретических и экспериментальных работ, посвященных новой проблеме диффузии, рассеяния и замедления нейтронов. Он также теоретически изучал рассеяние электронов.

### Вторая мировая война. Миссия «Алсос»
После начала Второй мировой войны и ещё до вступления в неё Соединенных Штатов Гаудсмит, будучи убежденным антифашистом, перешел на временную должность в Гарвардском университете, надеясь, что здесь сможет принести бо́льшую пользу в военных вопросах. В 1941 году он присоединился к Радиационной лаборатории Массачусетского технологического института, где проводилась работа по радарной тематике. Он участвовал в координации исследований с английскими учеными, заведовал составлением важных технических отчетов и документации.
В мае 1944 года Гаудсмит был назначен научным руководителем секретной миссии «Алсос», целью которой было определение, как далеко продвинулись немецкие ученые в разработке ядерного оружия. Хотя он сам признавался, что не знает, почему военные выбрали именно его на эту должность, вероятно, сыграло свою роль его личное знакомство практически со всеми заметными физиками Европы. Кроме того, поскольку Гаудсмит не принимал участия в разработке американской атомной бомбы, он не мог разгласить никакой секретной информации в том случае, если бы был взят в плен. В задачу Гаудсмита и его сотрудников входило посещение немецких исследовательских лабораторий в течение первых часов после освобождения от нацистов и сбор информации непосредственно на месте, вывоз документации и оборудования. Вывод, к которому пришла миссия, состоял в том, что немецкие ученые под руководством Вернера Гейзенберга находились очень далеко от поставленной цели: им даже не удалось приблизиться к критическим условиям развития цепной ядерной реакции, тогда как в США первый работающий ядерный реактор был создан Энрико Ферми ещё в 1942 году. Результаты своего расследования Гаудсмит изложил в популярной форме в книге «Алсос», вышедшей в 1947 году и выдержавшей несколько переизданий.
После освобождения Гааги Гаудсмит посетил родной город. Дом, в котором он вырос, оказался в запустении. Из документов нацистской администрации он узнал, что его родители погибли в одном из концентрационных лагерей. Это стало для него сильным ударом.
Гаудсмит участвовал в определении списка немецких ученых, которые были арестованы его миссией и интернированы в сельском доме Фарм-Холл близ Лондона, где содержались в течение шести месяцев. За это время состоялись атомные бомбардировки Хиросимы и Нагасаки, а Гейзенберг и его коллеги выдвинули тезис о том, что их неудача в создании атомной бомбы объясняется их моральным противостоянием нацистскому режиму. Гаудсмит неоднократно выступал против этой версии, поскольку обладал достаточно полной информацией, чтобы обосновать объективные причины провала нацистского атомного проекта (разобщенность усилий учёных, бюрократические препоны, недостаток материалов и прочее). Тем не менее, он поддерживал дружбу с Гейзенбергом до его последних дней и считал его одним из величайших физиков современности.

### Административная и редакторская деятельность. Последние годы
После окончания своей миссии в Европе Гаудсмит принял предложение Северо-Западного университета, однако в 1948 году он присоединился к недавно созданной Брукхейвенской национальной лаборатории и перебрался на Лонг-Айленд. В 1952—1960 годах он возглавлял физическое отделение лаборатории. С конца 1940-х годов он занимался в основном административной и общественной деятельностью, работал одно время консультантом правительства по вопросам секретности, был одним из организаторов Федерации ученых-атомщиков, выступал в защиту Роберта Оппенгеймера во время слушаний по его делу.
В 1951 году Американское физическое общество назначило Гаудсмита редактором ведущего американского физического журнала Physical Review (а также его спутника Reviews of Modern Physics). Редакция переехала из университета Миннесоты в Брукхейвен, где располагается до сих пор. В 1958 году Гаудсмит выступил инициатором основания нового журнала Physical Review Letters, который быстро стал одним из самых престижных физических изданий благодаря необычайной скорости публикации, достигнутой при помощи новых технических средств. В 1966 году, ввиду роста редакционной работы (из Physical Review стали постепенно выделяться секции по специальностям), Гаудсмит стал первым главным редактором (Editor-in-Chief) всей серии изданий Американского физического общества и оставался на этом посту до своей отставки в 1974 году.
После отставки он решил покинуть Брукхейвен и принял приглашение стать почетным профессором университета Невады в Рино. Он посвятил свои силы преподаванию. 4 декабря 1978 года он умер от сердечного приступа на территории университетского кампуса.

## Особенности личности
Бывший главный редактор журналов Американского физического общества Бенджамин Бедерсон следующим образом суммировал личные качества Гаудсмита:

Гаудсмит был крайне активным человеком; он был известен силой чувств, сострадательным характером, чрезвычайным отвращением к нацистскому режиму и верой в свободу науки и личности, и вместе со всем этим — глубокой скромностью относительно всего, чего он достиг..
Оригинальный текст (англ.)Goudsmit was an intensely active person; he was known for his strong feelings, his compassionate character, his intense abhorrence of the Nazi regime, and his belief in both academic and personal freedom, and with all this, his deeply felt modesty and humility in all he had achieved.

Как отмечали многие коллеги и современники, Гаудсмит, не обладая большими аналитическими способностями, полагался в большей мере на интуицию, подкреплённую знанием эмпирических данных. По словам Уленбека,

… он… замечательно знал спектроскопию… Она была его специальностью. Особенно, когда нужно было дать формальную математическую трактовку, просмотреть экспериментальный материал с точки зрения чисел и найти закономерности. В этом он был признанным мастером.

Исидор Раби назвал Гаудсмита «детективом», и действительно, он имел явную склонность к распутыванию загадок: он прошел курс обучения сыскной работе, увлекался египтологией и научился читать иероглифы (он даже опубликовал несколько статей в археологических журналах, хотя и считал себя лишь любителем). Эта склонность Гаудсмита к проведению расследований оказалась весьма кстати во время службы в миссии «Алсос», но она сказывалась и на его научной работе. Его бывший аспирант и сотрудник Роберт Бэчер вспоминал:

Среди физиков абсолютно никто не был на него похож. Он был физиком-теоретиком, но большинство теоретиков, явно склонные к математике и наполненные квантовой механикой и прочим, задрали бы носы перед Сэмом, поскольку, если что-то должно быть сложным, то это не для него… Однако у него было много действительно блестящих идей.
Оригинальный текст (англ.)There was absolutely no one like him in physics. He was a theoretical physicist, but most theorists, very mathematically inclined and full of quantum mechanics and so on, would turn up their noses at Sam, because if something had to be complicated, that wasn’t his approach… But he had lots of really brilliant ideas.

Тем не менее, осознание ограниченности собственных возможностей негативно сказывалось на его душевном состоянии. Абрахам Пайс, ученик Уленбека, писал:

Он испытывал комплекс неполноценности, ощущение ненадёжности. Я думаю, причиной был тот факт, что он никогда не был силён в теоретической физике… он был, скорее, «детективом» в физике. Но это нисколько не влияло на мое уважение и дружеские чувства к нему.

## Награды[34]
- 1938 — Стипендия Гуггенхайма[35]
- 1946 — Президентская медаль Свободы
- 1948 — Орден Британской империи
- 1958 — Почетный доктор Института Кейза
- 1964 — Медаль имени Макса Планка
- 1972 — Почетный доктор университета Юты и Чикагского университета
- 1974 — Медаль имени Карла Комптона за выдающееся управление в науке
- 1975 — Почетный доктор Северо-Западного университета
- 1977 — Национальная медаль науки США
- 1977 — Орден Оранж-Нассау
- Член Американского ядерного общества, Американского физического общества, Американского философского общества, Американской академии искусств и наук, член-корреспондент Королевской Нидерландской академии наук

## Публикации

### Книги
- L. Pauling, S. Goudsmit. The structure of line spectra. — NY: McGraw-Hill, 1930.
- S. Goudsmit, R. F. Bacher. Atomic energy-states as derived from the analysis of the line spectra. — NY: McGraw-Hill, 1933.
- S. Goudsmit, R. Claiborne. Time. — NY: Time Life Books, 1966. — 200 p.
- S. Goudsmit. Alsos. — 3rd edition. — NY: AIP Press, 1996. — 259 p. Русскоязычное издание: С. Гоудсмит. Миссия Алсос. — М.: Атомиздат, 1963.

### Основные статьи
- S. Goudsmit. Relativistische Auffassung des Dubletts (недоступная ссылка — история) // Die Naturwissenschaften. — 1921. — Vol. 9, № 49. — P. 995.
- G. E. Uhlenbeck, S. Goudsmit. Spinning Electrons and the Structure of Spectra // Nature. — 1926. — Vol. 117. — P. 264—265.
- E. Back, S. Goudsmit. Kernmoment und Zeemaneffekt von Wismut (недоступная ссылка — история) // Zeitschrift für Physik. — 1928. — Vol. 47, № 3—4. — P. 174—183.
- S. Goudsmit. Multiplet Separations for Equivalent Electrons and the Roentgen Doublet Law // Physical Review. — 1928. — Vol. 31, № 6. — P. 946—959.
- S. Goudsmit. Theory of Hyperfine Structure Separations // Physical Review. — 1931. — Vol. 37, № 6. — P. 663—681.
- S. Goudsmit, L. Gropper. Many-Electron Selection Rules // Physical Review. — 1931. — Vol. 38, № 2. — P. 225—236.
- S. Goudsmit. Nuclear Magnetic Moments // Physical Review. — 1933. — Vol. 43, № 8. — P. 636—639.
- R. F. Bacher, S. Goudsmit. Atomic Energy Relations. I // Physical Review. — 1934. — Vol. 46, № 11. — P. 948—969.
- S. Goudsmit. On the Slowing Down of Neutrons // Physical Review. — 1936. — Vol. 49, № 5. — P. 406.
- S. Goudsmit, J. L. Saunderson. Multiple Scattering of Electrons // Physical Review. — 1940. — Vol. 57, № 1. — P. 24—29.
- S. Goudsmit, J. L. Saunderson. Multiple Scattering of Electrons. II // Physical Review. — 1940. — Vol. 58, № 1. — P. 36—42.
- S. A. Goudsmit. A Time-of-Flight Mass Spectrometer // Physical Review. — 1948. — Vol. 74, № 5. — P. 622—623.

### Некоторые статьи на русском языке
- С. Гаудсмит. Открытие спина электрона (из истории физики) // УФН. — 1967. — Т. 93, вып. 9. — С. 151—158.
- С. Гаудсмит. Какова судьба моей статьи? // УФН. — 1969. — Т. 99, вып. 12.